# Lysiteles clavellatus
Lysiteles clavellatus là một loài nhện trong họ Thomisidae.
Loài này thuộc chi Lysiteles. Lysiteles clavellatus được miêu tả năm 2008 bởi Guo Tang et al..